# Sébec
La ou le Sébec est un cours d'eau du département de l'Eure en région Normandie, et un affluent du ruisseau de Tourville, donc un sous-affluent de la Seine par la Risle.

## Géographie
Sa longueur est de 10,9 km.
Le Sébec naît au sud-ouest de Saint-Siméon, sur la commune d'Épaignes, près des lieux-dits La Moinerie et le Bois l'Abbé, à 171 m d'altitude.
Il se jette dans la Tourville à Tourville-sur-Pont-Audemer, à 34 m d'altitude. Le Sébec est un sous-affluent de la Risle.

### Communes et cantons traversés
Dans le seul département de l'Eure, le Sébec traverse quatre communes et deux cantons :
- dans le sens amont vers aval : Épaignes (source), Saint-Siméon, La Noë-Poulain, Tourville-sur-Pont-Audemer (confluence).

soit en termes de cantons, le Sébec prend source dans le canton de Beuzeville et conflue dans le canton de Pont-Audemer, le tout dans l'arrondissement de Bernay.

## Étymologie
Il s'agit d'un hydronyme issu du vieux normand ou du vieux norrois, le second élément -bec « ruisseau » est issu du vieux norrois bekkr, précédé d'un élément Sé- roman ou vieux norrois d'origine indéterminée.

## Aménagements
La vallée du Sébec, dont les eaux faisaient tourner autrefois les moulins à tan des tanneries, est actuellement un lieu touristique de randonnées pédestres.